# Campionato italiano di ciclismo su strada 1933
Il Campionato italiano di ciclismo su strada 1933 si svolse su cinque prove dal 2 aprile al 1º ottobre 1933 e vide l'affermazione di Learco Guerra.

## Calendario
| Data         | Evento                                    | Vincitore       | Squadra         |
| ------------ | ----------------------------------------- | --------------- | --------------- |
| 2 aprile     | Giro delle due Province di Messina (1933) | Alfredo Binda   | Legnano-Clement |
| 30 aprile    | Circuito di Belfiore (1933)               | Learco Guerra   | Maino-Clement   |
| 30 luglio    | Tre Valli Varesine (1933)                 | Alfredo Bovet   | Bianchi         |
| 10 settembre | Pistoia-Prunetta (1933)                   | Remo Bertoni    | Bianchi         |
| 1º ottobre   | Milano-Modena (1933)                      | Bernardo Rogora | Gloria          |

## Classifica
| Pos. | Corridore          | Squadra         | Punti |
| ---- | ------------------ | --------------- | ----- |
| 1    | Learco Guerra      | Maino-Clement   | 12    |
| 2    | Remo Bertoni       | Bianchi         | 10    |
| 3    | Alfredo Bovet      | Bianchi         | 8     |
| 4    | Renato Scorticati  | Indipendente    | 5     |
| 5    | Eugenio Gestri     | Bianchi         | 4     |
| 5    | Vasco Bergamaschi  | Maino-Clement   | 4     |
| 5    | Alfredo Binda      | Legnano-Clement | 4     |
| 8    | Luigi Barral       | Olympia         | 3     |
| 8    | Antonio Pesenti    | Dei             | 3     |
| 10   | 6 ciclisti ex æquo | -               | 2     |